# 997
سنة 997 م كانت سنة بسيطة تبدأ يوم الجمعة (الرابط يظهر نموذج التقويم الكامل للسنة) من التقويم اليولياني.

## أحداث
- تأسيس مدينة تروندهايم وتقع حاليا في النرويج.

## وفيات
- ابن بطة العكبري.
- الحسن بن زولاق.
- سُبُكْتِكِيْن.
- سونغجونغ ملك غوريو.
- غونزالو مينيديس.